# Johanna Holzmann
Johanna Holzmann (* 23. Oktober 1995 in Memmingen) ist eine deutsche Telemarkerin und Skicrosserin.

## Werdegang
Holzmann stand mit drei Jahren auf Alpin-Skiern, bis sie sieben Jahre alt war betrieb sie Langlauf und Ski alpin. Danach konzentrierte sie sich auf den Alpinsport und war für den Regionalkader Oberallgäu bis zur Saison 2009/10 aktiv. Wegen mehrfacher Patellaluxation stieg sie im Folgenden auf den gelenkschonenderen Telemarksport um, welchen ihr Bruder Benedikt Holzmann bereits betrieb.

### Juniorenzeit und Etablierung im Weltcup
Beim Rennen in Bad Hindelang im Januar 2011 gab sie ihr Debüt im Telemark-Weltcup und konnte sich dabei sofort unter den besten 15 platzieren. Bei ihrer ersten Juniorenweltmeisterschaft in Hafjell gewann sie im Riesenslalom, Classic, Sprint und in der Gesamtwertung die Silbermedaille. In der ersten Hälfte der Saison 2012 knüpfte sie an ihre Ergebnisse vom Vorjahr an, so erreichte sie beim Weltcup in Kvitfjell zum ersten Mal einen Podiumsplatz im Weltcup. Bei ihren zweiten Juniorenweltmeisterschaften in Espot gewann sie drei Goldmedaillen. Zum Ende der Saison gelang es ihr zudem erstmals deutsche Meisterin zu werden.
In den beiden folgenden drei Jahren konnte sich Holzmann bei allen Weltcuprennen, welche sie beendete unter den besten zehn und zehnmal auf dem Podium platzieren. Zudem gewann sie bei den Juniorenweltmeisterschaften 2013, 2014 und 2015 je zwei Goldmedaillen. In der Weltcupgesamtwertung Saison 2014/15 platzierte sie sich auf den 3. Rang.
Diesen Erfolg wiederholte sie in der kommenden Saison, in der sie in Espot ihren ersten Weltcupsieg im Parallelsprint feiern konnte. Damit war sie neben Beatrice Zimmermann die einzige die Amélie Wenger 2015/16 schlagen konnte. Bei ihrer letzten Juniorenweltmeisterschaft gelang es ihr in allen drei Wettbewerben Gold zu holen, wodurch sie ihr Medaillenkonto auf zwölf Gold- und vier Silbermedaillen hochschraubte.

### Verletzung und Gesamtweltcupsieg
Aufgrund einer Knieoperation verpasste Holzmann den Großteil der Saison 2016/17 und stieg erst unmittelbar vor der Weltmeisterschaft wieder ins Wettkampfgeschehen ein. Bei der WM verpasste sie als 4. des Classic-Wettbewerbes ihre erste WM-Medaille knapp.
In der Saison 2017/18 konnte Holzmann mit dem Gewinn des Gesamtweltcups ihren bis dato größten Erfolg feiern. In Abwesenheit ihrer Dauerkonkurrentin Amélie Wenger-Reymond, welche in den vorherigen neun Jahren achtmal den Gesamtweltcup gewinnen konnte und wegen ihrer Schwangerschaft eine Wettkampfpause einlegte, dominierte sie die Saison. Sie gewann acht Rennen und konnte sich bei 16 von 22 Rennen auf den Podestplätzen klassieren, wodurch sie neben dem Gesamtweltcup auch die kleinen Kristallkugeln im Sprint und Parallelsprint gewann.
Im kommenden Jahr konnte sie den großen Erfolg des Vorjahres nicht wiederholen, allerdings wurde sie 2. des Gesamtweltcups und gewann bei der Weltmeisterschaft 2019 im norwegischen Rjukan ihre ersten WM-Medaillen. Nach Silber im Classic-Wettbewerb und Bronze im Sprint, krönte sie sich zur Weltmeisterin im Parallelsprint. In der Saison 2020 wurde sie erneut 2. im Gesamtweltcup und nachdem sie bis dahin bereits vier Weltcupsiege im Sprint und sieben im Parallelsprint erringen konnte, gewann sie Ende Januar 2020 in Samoëns ihren ersten Classic-Wettkampf, wodurch sie nun in allen zurzeit ausgetragenen Telemark-Disziplinen Weltcupsiege feiern konnte.

### Wechsel zum Skicross
Während der COVID-19-Pandemie trainierte Holzmann zunächst ohne Wechselabsichten mit dem deutschen Skicross-Team. Zur Saison 2021/22 wechselte sie schließlich zum Skicross. Sie nahm im Dezember 2021 bereits am Weltcup teil und errang dort gleich Weltcuppunkte. Außerdem nahm sie an den Olympischen Winterspielen 2022 teil und belegte den 15. Platz. Beim letzten Telemark-Weltcup der Saison im slowenischen Krvavec gewann sie nach einjähriger Abstinenz den Parallelsprint.

## Erfolge im Telemark

### Weltmeisterschaften
- Espot 2013: 5. Classic, 5. Parallelsprint, 7. Sprint
- Steamboat Springs 2015: 4. Parallelsprint, 5. Sprint
- La Plagne/Montchavin-les-Coches 2017: 4. Classic, 5. Parallelsprint, 5. Sprint
- Rjukan 2019: 1. Parallelsprint, 2. Classic, 3. Sprint
- Melchsee-Frutt 2021: 2. Classic, 3. Parallelsprint, 6. Sprint

### Weltcupwertungen
| Saison  | Gesamt | Gesamt | Riesenslalom | Riesenslalom | Classic | Classic | Sprint | Sprint | Parallelsprint | Parallelsprint |
| Saison  | Platz  | Punkte | Platz        | Punkte       | Platz   | Punkte  | Platz  | Punkte | Platz          | Punkte         |
| ------- | ------ | ------ | ------------ | ------------ | ------- | ------- | ------ | ------ | -------------- | -------------- |
| 2011    | 11.    | 328    | 13.          | 68           | 10.     | 94      | 11.    | 166    | –              | –              |
| 2012    | 5.     | ?      | –            | –            | 6.      | ?       | 6.     | ?      | 6.             | ?              |
| 2013    | 5.     | 410    | –            | –            | 5.      | 100     | 5.     | 190    | 5.             | 120            |
| 2013/14 | 6.     | 487    | –            | –            | 5.      | 220     | 11.    | 167    | 8.             | 100            |
| 2014/15 | 3.     | 908    | –            | –            | 4.      | 192     | 5.     | 436    | 3.             | 280            |
| 2015/16 | 3.     | 1022   | –            | –            | 4.      | 170     | 4.     | 452    | 2.             | 400            |
| 2016/17 | 26.    | 55     | –            | –            | –       | –       | 21.    | 40     | 22.            | 15             |
| 2017/18 | 1.     | 1639   | –            | –            | 2.      | 269     | 1.     | 740    | 1.             | 630            |
| 2019    | 2.     | 756    | –            | –            | 3.      | 235     | 4.     | 291    | 2.             | 630            |
| 2020    | 2.     | 557    | –            | –            | 2.      | 132     | 2.     | 385    | 6.             | 40             |
| 2021    | 4.     | 681    | –            | –            | 2.      | 325     | 4.     | 216    | 3.             | 140            |
| 2022    | 12.    | 225    | –            | –            | 10.     | 80      | 17.    | 45     | 9.             | 100            |

### Weltcupsiege
Holzmann errang bisher 64 Podestplätze, davon 13 Siege:
|     | Datum            | Ort                  | Land        | Disziplin      |
| --- | ---------------- | -------------------- | ----------- | -------------- |
| 1.  | 7. Februar 2016  | Espot                | Spanien     | Parallelsprint |
| 2.  | 2. Dezember 2017 | Hintertux            | Österreich  | Sprint         |
| 3.  | 3. Dezember 2017 | Hintertux            | Österreich  | Parallelsprint |
| 4.  | 12. Januar 2018  | Pralognan-la-Vanoise | Frankreich  | Sprint         |
| 5.  | 21. Januar 2018  | Woodstock            | USA         | Parallelsprint |
| 6.  | 4. Februar 2018  | Bad Hindelang        | Deutschland | Parallelsprint |
| 7.  | 15. März 2018    | Rjukan               | Norwegen    | Parallelsprint |
| 8.  | 16. März 2018    | Rjukan               | Norwegen    | Parallelsprint |
| 9.  | 24. März 2018    | Mürren               | Schweiz     | Sprint         |
| 10. | 16. Februar 2019 | Krvavec              | Slowenien   | Parallelsprint |
| 11. | 25. Januar 2020  | Pralognan-la-Vanoise | Frankreich  | Sprint         |
| 12. | 29. Januar 2020  | Samoëns              | Frankreich  | Classic        |
| 13. | 20. März 2022    | Krvavec              | Slowenien   | Parallelsprint |

### Juniorenweltmeisterschaften
- Hafjell 2011: 2. Gesamt, 2. Riesenslalom, 2. Classic, 2. Sprint
- Espot 2012: 1. Classic, 1. Sprint, 1. Parallelsprint
- Chamonix 2013: 1. Classic, 1. Sprint
- Geilo 2014: 1. Classic, 1. Sprint
- Steamboat Springs 2015: 1. Classic, 1. Sprint, 5. Parallelsprint
- Les Contamines-Montjoie 2016: 1. Classic, 1. Sprint, 1. Parallelsprint

### Weitere Erfolge
- 2 Deutsche Meistertitel: Sprint (2012, 2017)[5]

## Erfolge im Skicross

### Olympische Winterspiele
- Peking 2022: 15. Skicross

### Weltmeisterschaften
- Bakuriani 2023: 14. Skicross

### Weltcup
- 9 Platzierungen unter den Top 20, davon 1 unter den Top 10

| Saison  | Skicross | Skicross |
| Saison  | Platz    | Punkte   |
| ------- | -------- | -------- |
| 2021/22 | 29.      | 61       |

### Weitere Erfolge
- 2 Podestplätze im Europacup
- 1 Sieg bei FIS-Rennen